# Feliks Przytycki
Feliks Marian Przytycki (ur. 16 sierpnia 1951 w Warszawie) – polski profesor nauk matematyczno-przyrodniczych, członek rzeczywisty Polskiej Akademii Nauk, specjalizujący się w układach dynamicznych.

## Życiorys
W 1969 roku rozpoczął studia na Wydziale Matematyki, Informatyki i Mechaniki Uniwersytetu Warszawskiego. Ukończył je w 1974. Trzy lata później w Instytucie Matematycznym Polskiej Akademii Nauk napisał pracę doktorską zatytułowaną „Hiperboliczne endomorfizmy rozmaitości”. Promotorem tej pracy był Karol Krzyżewski. Habilitację uzyskał w 1983 roku. Od 1976 jest pracownikiem IM PAN – w latach 1998–2002 i 2006–2010 był zastępcą dyrektora do spraw nauki, a w latach 2010–2018 dyrektorem tej instytucji. Tytuł profesora otrzymał w 1991 lub 1992 roku. Jednocześnie w latach 1989–2001 pracował jako wykładowca na Uniwersytecie Warszawskim. 
Był stypendystą wizytującym na następujących uczelniach: Instituto de Matemática Pura e Aplicada (IMPA) w Rio de Janeiro, Institute of Hautes Études Scientifiques (IHES), SUNY at Stony Brook, University of Warwick, Uniwersytecie Yale i Uniwersytecie Hebrajskim w Jerozolimie. 
Feliks Przytycki był również jednym z prelegentów zaproszonych na Międzynarodowy Kongres Matematyków, który odbył się w Rio de Janeiro w Brazylii w 2018 roku. Wygłosił tam wykład o metodach formalizmu termodynamicznego w jednowymiarowej dynamice rzeczywistej i zespolonej. Jest członkiem Warszawskiego Towarzystwa Naukowego oraz, od 2022, Polskiej Akademii Nauk. Pełnił także funkcję członka zarządu (prezesa oddziału warszawskiego Polskiego Towarzystwa Matematycznego) w kadencji 1989–1991 oraz zastępcy przewodniczącego Komitetu Matematyki PAN. Komitet ten pełni rolę Narodowego Komitetu do spraw współpracy z Międzynarodową Unią Matematyczną. 
Członek redakcji czasopisma Fundamenta Mathematicae. Wypromował 8 doktorów, w tym Krzysztofa Barańskiego, Mariusza Urbańskiego i Annę Zdunik. 
Swoje prace publikował m.in. w „Fundamenta Mathematicae”, „Communications in Mathematical Physics", „Compositio Mathematica" i „Mathematische Annalen" oraz najbardziej prestiżowych czasopismach matematycznych świata: „Annals of Mathematics” i „Inventiones Mathematicae". 
Ma syna Piotra, który również zajmuje się matematyką.

## Nagrody i wyróżnienia
Uhonorowany m.in.:
- Nagrodą im. Kazimierza Kuratowskiego Instytutu Matematycznego PAN i Polskiego Towarzystwa Matematycznego (1981),
- Nagrodą Wydziału III Nauk Matematycznych, Fizycznych i Chemicznych PAN (1985),
- Nagrodą im. Tadeusza Ważewskiego Polskiego Towarzystwa Matematycznego (1984),
- Nagrodą Sekretarza Naukowego PAN za udział w programie „Geometry and Topology of Operator Structures” (1985),
- Nagrodą Ministra Edukacji Narodowej (wspólnie z Anną Marią Zdunik i Mariuszem Urbańskim, 1992),
- Subsydium Fundacji Nauki Polskiej (kilkakrotnie w latach 1999–2003),
- Krzyżem Kawalerskim Orderu Odrodzenia Polski (2008).